# Goderich
Goderich är en ort i Kanada.   Den ligger i provinsen Ontario, i den sydöstra delen av landet, 500 km väster om huvudstaden Ottawa. Goderich ligger 175 meter över havet och antalet invånare är 8 032.
Terrängen runt Goderich är platt. Runt Goderich är det glesbefolkat, med 14 invånare per kvadratkilometer.. Det finns inga andra samhällen i närheten.
Goderich Airport ligger i Goderich. 
Trakten runt Goderich består till största delen av jordbruksmark.